# Michael Przybylski
Michael Przybylski (* 25. März 1948 in Berlin; † 27. Februar 2023) war ein deutscher Chemiker und Hochschullehrer.

## Leben
Michael Przybylski studierte Chemie an der Universität Mainz, wurde dort 1975 bei Helmut Ringsdorf promoviert und 1985 habilitiert. Im Jahr 1989 wurde er auf den Lehrstuhl für Analytische Chemie der Universität Konstanz berufen. Er war dort als Direktor des Labors für Analytische Chemie und Biopolymeranalyse tätig. 2008 eröffnete er das Steinbeis-Zentrum für Biopolymeranalytik und biomedizinische Massenspektrometrie, welches acht Jahre an der Universität Konstanz angesiedelt war. Nach seiner Emeritierung verlegte er das Steinbeis-Zentrum nach Rüsselsheim und blieb dort bis zu seinem Tod Direktor.
Seine Forschungen waren interdisziplinär und brachten neue massenspektrometrische Methoden hervor, die weltweit eingesetzt werden.
Przybylski hat über 400 wissenschaftliche Artikel und 25 Patente publiziert. Er erhielt den Life-Science-Preis der Deutschen Gesellschaft für Massenspektrometrie. Von 2000 bis 2003 war er Präsident der Deutschen Gesellschaft für Massenspektrometrie.